# Gauliga XVII 1943-1944
L'edizione 1943-44 della Gauliga XVII vide la vittoria finale del First Vienna FC.
Capocannoniere del torneo fu Karl Decker del First Vienna FC con 32 reti.

## Classifica finale
|   | Classifica                     | G  | V  | N | P  | GF | GS | Pt |
| - | ------------------------------ | -- | -- | - | -- | -- | -- | -- |
| 1 | First Vienna FC                | 16 | 13 | 1 | 2  | 76 | 27 | 27 |
| 2 | Floridsdorfer AC               | 16 | 9  | 4 | 3  | 43 | 33 | 22 |
| 3 | Wiener AC                      | 16 | 7  | 2 | 7  | 35 | 37 | 16 |
| 4 | FC Wien                        | 16 | 6  | 4 | 6  | 30 | 34 | 16 |
| 5 | FK Austria Wien                | 16 | 8  | 0 | 8  | 35 | 41 | 16 |
| 6 | LSV Markersdorf an der Pielach | 16 | 6  | 3 | 7  | 43 | 45 | 15 |
| 7 | SK Rapid Wien                  | 16 | 5  | 3 | 8  | 37 | 42 | 13 |
| 8 | SC Wacker                      | 16 | 4  | 2 | 10 | 30 | 51 | 10 |
| 9 | Wiener Sportclub               | 16 | 4  | 1 | 11 | 26 | 45 | 9  |

## Verdetto
- First Vienna FC Campione d'Austria 1943-44.
- Markersdorf sciolto a fine stagione.